# Monster Worldwide
Monster Worldwide betreibt unter verschiedenen lokalisierten Top-Level-Domains Online-Stellenportale. Die US-amerikanische Variante des Portals wurde 1994 von Jeff Taylor in den USA gegründet. Prinzip der Stellenbörse ist es, einen Kontakt zwischen Arbeitssuchendem und Arbeitgeber herzustellen. Im August 2016 wurde Monster von Randstad übernommen. Nachdem Monster Worldwide im Juni 2025 Insolvenz angemeldet hatte, wurde die deutsche Website am 30. Juli 2025 abgeschaltet.

## Niederlassungen

### Deutschland
Die Monster Worldwide Deutschland GmbH mit Sitz in Eschborn ist seit Juni 2000 als Tochter der Monster Worldwide, Inc. aktiv. Weitere deutsche Vertriebsbüros befinden sich in Hamburg, Düsseldorf und München.

### Österreich
Die Monster Worldwide Austria GmbH mit Sitz in Wien wiederum ist ein Tochterunternehmen der Monster Worldwide Deutschland GmbH. 2004 wurde jobpilot.at (ehemals Jobs&Adverts) von Monster übernommen und ist seit 2007 in Österreich unter monster.at online.

### Schweiz
Die Geschäfte in der Schweiz werden durch die Monster Worldwide Switzerland AG mit Sitz in Zürich betrieben.

## Hacker-Angriffe
Am 23. August 2007 berichtete der Informatik-Sicherheitsdienstleister Symantec, dass durch Hacker-Angriffe rund 1,6 Millionen persönliche Daten von Nutzern des Monster.de-Dienstes gestohlen wurden. Monster gab die Zahl mit 1,3 Millionen an, wobei die meisten Daten von US-Bürgern gewesen seien. Im Januar 2009 wurde der Dienst erneut Opfer eines Hacker-Angriffes, bei dem Zugangsdaten, Namen, Telefonnummern, E-Mail-Adressen sowie demografische Daten von rund 4,5 Millionen Nutzern gestohlen wurden.